# 444
Năm 444 là một năm trong lịch Julius.